# Darling Mine
Darling Mine er en amerikansk stumfilm fra 1920 af Laurence Trimble.

## Medvirkende
- Olive Thomas som Kitty McCarthy
- Walter McGrail som Roger Davis
- Walt Whitman som James McCarthy
- J. Barney Sherry som Gordon Davis
- Margaret McWade som Agnes McCarthy
- Betty Schade som Vera Maxwell
- Richard Tucker som Jay Savoy